# Stylops childreni
Stylops childreni är en insektsart som beskrevs av Gray 1832. Stylops childreni ingår i släktet Stylops och familjen stekelvridvingar. Inga underarter finns listade i Catalogue of Life.